# Yargelis Savigne
Yargelis Savigne Herrera (* 13. November 1984 in Niceto Pérez) ist eine kubanische Weit- und Dreispringerin.
Zu Beginn ihrer Karriere konzentrierte sie sich auf den Weitsprung, wurde 2002 zentralamerikanisch-karibische Juniorenmeisterin und gewann 2003 Bronze bei den Panamerikanischen Spielen in Santo Domingo.
2005 war sie bei Wettkämpfen in Europa auch im Dreisprung erfolgreich, und so entschied sie sich nach ihrem Titelgewinn im Weitsprung mit 6,88 m bei den zentralamerikanisch-karibischen Meisterschaften zu einem Doppelstart bei den Weltmeisterschaften in Helsinki. Mit der Silbermedaille im Dreisprung und einer Bronzemedaille im Weitsprung erzielte sie ihre bis dato größten internationalen Erfolge. An ihre in Helsinki gesprungene Bestleistung von 14,82 m kam sie beim Leichtathletik-Weltfinale in Monte Carlo bis auf einen Zentimeter heran und gewann die Bronzemedaille.
Bei den Hallenweltmeisterschaften 2006 in Moskau wurde sie Fünfte im Dreisprung und Sechste im Weitsprung. Im Juli verbesserte sie ihren nationalen Dreisprung-Rekord auf 14,91 m, musste dann aber krankheitsbedingt die Saison abbrechen. 2007 gewann sie bei den Panamerikanischen Spielen in Rio de Janeiro Gold im Dreisprung und Bronze im Weitsprung. Ihren bislang größten internationalen Erfolg feierte Savigne bei den Weltmeisterschaften 2007 in Osaka. Mit einer persönlichen Bestweite von 15,28 m holte sie sich den Weltmeistertitel im Dreisprung vor der Russin Tatjana Lebedewa und der Griechin Chrysopigi Devetzi.
Ihrem Freiluft-Titel fügte sie einen Sieg beim Leichtathletik-Weltfinale 2007 und bei den Hallenweltmeisterschaften 2008 in Valencia den Hallen-Titel hinzu. Bei den Olympischen Spielen in Peking wurde sie Dritte im Dreisprungwettbewerb. 2009 sprang sie bei den Weltmeisterschaften sprang sie 14,95 m und verteidigte ihren Weltmeistertitel erfolgreich. Bei den Hallenweltmeisterschaften 2010 in Doha gewann sie mit 14,86 m die Silbermedaille hinter der Kasachin Olga Rypakowa. 2012 nahm sie an den Olympischen Spielen in London teil, wo sie mit 14,12 m den 9. Rang erreichte.
Yargelis Savigne ist 1,65 m groß und 63 kg schwer. Sie ist mit dem Zehnkämpfer Yosley Azcuy liiert und wurde an der Sporthochschule von Havanna zur Sportlehrerin ausgebildet.